# サム・シュレック
サム・フランシス・シュレック（Sam Francis Schreck、1999年1月29日 - ）は、ドイツ・ピンネブルク出身のサッカー選手。アルミニア・ビーレフェルト所属。ポジションはMF。

## クラブ経歴
2018年11月29日、UEFAヨーロッパリーグのPFCルドゴレツ・ラズグラド戦にて後半28分、カイ・ハフェルツとの交代でプロデビューを果たした。
2021年、FCエルツゲビルゲ・アウエにレンタル移籍。2022年8月6日に完全移籍となり、1年契約を結んだ。
2023年6月、アルミニア・ビーレフェルトに移籍した。

## 代表経歴
ドイツ代表にはU-16から招集されており、2016年にはUEFA U-17欧州選手権2016を戦うドイツ代表に参加した。大会では決勝にまで勝ち進んだものの、その決勝でスペイン代表に2-1という形で敗戦し準優勝で大会を終えた。

## 個人成績
2019年7月30日現在
| クラブ         | シーズン     | リーグ           | リーグ | リーグ | カップ | カップ | UEFA | UEFA | 通算 | 通算 |
| クラブ         | シーズン     | ディヴィジョン   | 出場   | 得点   | 出場   | 得点   | 出場 | 得点 | 出場 | 得点 |
| -------------- | ------------ | ---------------- | ------ | ------ | ------ | ------ | ---- | ---- | ---- | ---- |
| レバークーゼン | 2018–19      | ブンデスリーガ   | 0      | 0      | 0      | 0      | 2    | 0    | 2    | 0    |
| フローニンゲン | 2019-20      | エールディヴィジ | 0      | 0      | 0      | 0      | 0    | 0    | 0    | 0    |
| キャリア通算   | キャリア通算 | キャリア通算     | 0      | 0      | 0      | 0      | 2    | 0    | 2    | 0    |